# 희망대로
희망대로(Huimang-daero)는 대한민국 경상북도 포항시 남구 연일읍 학전리에서 시작하여, 송도동을 거쳐 연결하는 도로이다.

## 노선 경로
- 고속국도 제20호선 새만금포항고속도로와 직결 (대구 방향) / 포항 나들목 / 국도 제31호선 영일만대로(교차지점)
- 미상 / 이동로(시작지점)
- 이동사거리 / 포스코대로(교차지점)
- 미상  / 시청로(교차지점)
- 대잠고가교 / 효자로(교차지점), 동해선 통과
- 대잠교차로 / 국도 제7호선 새천년대로(교차지점)
- 한전사거리 / 중흥로(교차지점)
- 시만볼링장앞 /상공로(시작지점) / 섬안로(끝지점)
- 문화예술회관앞 / 문예로(시작지점)
- 형산교차로 / 중앙로(시작지점), 포스코대로(끝지점), 동해안로(끝지점)
- 미상 / 문예로(끝지점)
- 미상 / 해동로(끝지점)
- 미상 / 대해로(끝지점)
- 미상 / 운하로(시작지점)
- 미상 / 축항로(끝지점)
- 미상 / 송도로(끝지점)
- 미상 / 서동로(끝지점)
- 미상 / 운하로(끝지점)

## 주요 건물 및 시설
| 표기 | 건물명             | 도로명주소                                 |
| ---- | ------------------ | ------------------------------------------ |
| 짝수 | 이동고등학교       | 경상북도 포항시 남구 희망대로 412 (이동)   |
| 짝수 | 남구청, 포항야구장 | 경상북도 포항시 남구 희망대로 790 (대도동) |
| 짝수 | 포항종합운동장     | 경상북도 포항시 남구 희망대로 810 (대도동) |
| 짝수 | 포항문화예술회관   | 경상북도 포항시 남구 희망대로 850 (대도동) |

## 같이 보기
- 포항항
- 포항 나들목
- 새만금포항고속도로